# Frappato
Il Frappato è un vitigno a bacca nera presente in tutta la Sicilia ma essenzialmente nell’areale del Cerasuolo di Vittoria.

## Storia
Il vitigno è molto antico e le prime notizie certe lo fanno risalire al XVIII secolo. La sua origine non è nota e sembra possa non essere un vitigno autoctono ma proveniente dalla penisola iberica.
Ne esistono due varietà molto simili con grappoli piuttosto allungati e con acini molto ravvicinati di colore rosso intenso tendente al violetto.
Questa caratteristica ha un aspetto negativo in quanto quando l'uva è matura gli acini si pressano a vicenda provocando la spaccatura di alcuni di essi. Questo provoca la formazione di muffe ed un inquinamento del prodotto.
Le uve di Frappato lavorate insieme a quelle di Nero d'Avola concorrono alla produzione del Cerasuolo di Vittoria D.O.C.G. vino tradizionale della zona di produzione°.